# Ixander vid Metasoxl
Ixander vid Metasoxl är en roman av Hansi Linderoth, första gången publicerad 2003. Berättelsen varierar och utbroderar en historisk anekdot om Alexander den store, vilken säger att filosofen Aristoteles förgäves skall ha försökt övertala Alexander att erövra ön Sokotra i Indiska oceanen. Romanen, vilken har kallats en "antikfantasi", skildrar denna aldrig utförda expedition. En sekvens i romanens inledning lyder:

Dessa är Ixanders skäl till att erövra ön Metasoxl -
Där växer aloe i oändlig mängd.
Medikus Carteret behöver saften för att hela
härens alla sår. Carteret säger att ön i detta
syfte kan försörja ett evigt härnadståg.
I öns innandöme växer den sällsynta orikalken.
Den vill Ixander bryta fram till solens ljus.
Den vill han ge till Blekx, arkitekten,
och med den hädanefter bygga sina städer.
Slutligen finns siktandets skäl – ön har setts
existera och måste inlemmas i riket. 

## Titel
Ordet Metasoxl är en av författaren skapad neologism. Det förklaras i romanen betyda "mellan synerna" och är namnet på den okända ö mot vilken kejsaren Ixander navigerar sin erövringsflotta.

## Berättelse och form
Texten utgöres av en fragmentarisk journal, samt en rad primitiva illustrationer, nedtecknade av kejsaren Ixanders vän och älskare, krigaren Flogiston Merkator. Seglatsen utgår från floden Indus. Man når den åtråvärda ön Metasoxl, men finner att den döljs i dimmor och skyddas av en livsfarlig malström. Flottan blir liggande för ankar i lagunen utanför ön och kejsaren anställer en serie landstigningsförsök, samtliga misslyckade och alltmer katastrofala. I berättelsens kulmen förblir ön ointaglig. Ixander insjuknar och faller i koma, och berättaren, Flogiston, lämnar sin skrift för att genom en offerhandling försöka rädda kejsaren.

## Kritiskt bemötande
Emottagandet av Ixander vid Metasoxl var begränsat i omfång men i hög grad positivt och stundtals förbryllat. Niklas Darke fann romanen lika glasklar som omöjlig att kategorisera. Ola Wihlke fann uppsåtet berömvärt men ställde sig skeptisk till textens exklusivitet, alltmedan Fabian Kastner tvärtom konstaterade att den var "en av de ytterst få svenska debutromaner av idag som faktiskt lever upp till det gamla idealet om en litteratur 'skriven för alla och ingen'."  Flera kritiker beskrev romanen som en fascinerande kombination av arkaiserande poetiskt språk och modern civilisationskritk, bland dem Dan Jönsson, vilken i romanen såg en av årets bästa böcker och ett exempel på en strömkantring i samtida svensk litteratur mot en mer experimentell prosa.

## Utgåvor
- Första utgåva, MBM Förlag, Stockholm 2003
- Pocket, MBM Förlag, Stockholm 2005